# Джьештха
Джье́штха (хинди ज्येष्ठ, IAST: jyeṣṭha), или джья́йштха (хинди ज्यैष, IAST: jyaiṣṭha), или дже́тха, дже́тх — месяц индуистского календаря, в едином национальном календаре Индии является третьим по счету месяцем в году. Начинается он 21 мая и заканчивается 22 июня. Джьештха является также названием одной из накшатр.
В лунных религиозных календарях джьештха начинается либо в новолуние, либо в полнолуние, и также обычно третий месяц в году. Традиционно этот месяц ассоциируется с жарким летом. В полнолуние джьештхи отмечается праздник в честь Савитри, когда жёны совершают обряды, чтобы увеличить благополучие своих мужей. Также в этом месяце в Южной Индии чествуют богиню Бхадракали.
В солнечных религиозных календарях джьештха начинается со вхождения Солнца в созвездие Тельца.